# Lady Deathstrike
Lady Deathstrike (echte naam Yuriko Oyama) is een fictieve superschurk uit de strips van Marvel Comics. Ze is een vijand van de X-Men, en dan met name Wolverine. Ze verscheen voor het eerst in Daredevil #197.
Yuriko Oyama werd bedacht door Dennis O'Neil en Larry Hama. Echter, schrijvers Bill Mantlo en Chris Claremont voegden de details omtrent haar karakter toe zoals haar bond met Wolverine. Tekenaar Barry Windsor-Smith ontwierp haar cyborg uiterlijk.

## Biografie
Yuriko Oyama is de dochter van Lord Dark Wind (Kenji Oyama), een Japanse misdaadbaas en criminele wetenschapper. Hij bedacht het proces waarbij adamantium kan worden gebonden aan een skelet. Dit werd voor het eerst toegepast op Wolverine. Kenji was een kamikaze piloot gedurende de Tweede Wereldoorlog.
Yuriko werkte samen met Daredevil om haar geliefde, Kiro, te bevrijden van haar vader, voor wie hij werkte als dienaar. Tevens nam Yuriko wraak voor het feit dat haar vader haar en haar twee broers had verminkt. Toen Kenji Daredevil wilde doden, doodde Yuriko hem. Uit eerbetoon aan zijn meester pleegde Kiro echter zelfmoord.
Door de dood van haar geliefde kreeg Yuriko steeds meer vertrouwen in haar vaders idealen, en besloot iedereen die hem onteerd had op te sporen en te doden. Dit leidde haar naar Wolverine. Ze wilde hem doden, maar hij versloeg haar. Om een kans te maken bezocht ze de dimensie van Mojo, waar Spiral haar cybernetische implantaten gaf en een adamantium skelet met lange klauwen. Yuriko noemde zichzelf nu Lady Deathstrike.
Lady Deathstrike werd tijdelijk lid van een team van criminele cyborgs genaamd de Reavers, geleid door Donald Pierce. De Reavers werden echter grotendeels gedood door Sentinels, waarna Yuriko alleen ging werken.
Eenmaal besloot ze haar vete tegen Wolverine op te geven en werkte zelfs samen met de X-Men. Dit was maar van korte duur. Toen Wolverine tijdelijk zwakker was omdat Magneto het adamantium van zijn botten had verwijderd versloeg Lady Deathstrike hem bijna. Ze beëindigde het gevecht echter toen ze zijn botten klauwen zag. Omdat Wolverine niet langer het adamantium wat haar vader had aangebracht bezat, vond ze dat er geen eer was in het doden van hem.
Deathstrike dook weer op in 2003 als een bondgenoot van William Stryker in de "God Loves, Man Kills II" verhaallijn. Ze was onder andere verantwoordelijk voor de aanslag op Sunfire, waarbij ze zijn benen amputeerde.
Deathstrike is momenteel lid van het nieuwe Thunderbolts team gedurende de Civil War verhaallijn, samen met Scorpion/Venom, Jester, Bullseye, Jack O'Lantern, Taskmaster en Songbird.

## Krachten en vaardigheden
Lady Deathstrike is een cyborg met bovenmenselijke kracht, snelheid en wendbaarheid. Haar skelet is geheel bedekt met adamantium, waardoor haar botten vrijwel onbreekbaar zijn. Lange tijd was onduidelijk hoe ze deze operatie had kunnen overleven. Later bleek dat ze was veranderd in een cyborg door Spiral, waarbij ze tevens dit adamantium skelet kreeg. Deathstrike’s vingers zijn voorzien van 12 inch lange klauwen die door vrijwel alles heen kunnen snijden.
Deathstrike is een ervaren vechter met ervaring in veel vechtsporten. Ze is vooral bedreven met zwaarden. Voordat ze haar cyborgimplantaten kreeg gebruikte ze een speciaal zwaard als wapen.
In Wolverine #114 onthulde Deathstrike dat ze over verhoogde genezing beschikt. Hierdoor kan ze razendsnel genezen van verwondingen. Deathstrike heeft echter nog maar weinig van haar fysieke menselijkheid over. Momenteel is ze zelfs meer machine dan mens.

## Ultimate Lady Deathstrike
Lady Deathstrike verscheen ook in Ultimate X-Men. In deze strips liggen haar connecties bij Storm in plaats van Wolverine. Door een ruzie met storm werd Yuri overreden door een truck en belandde in een rolstoel. Dr. Cornelius van Weapon X herbouwde haar lichaam met adamantium, wat ze gebruikte om wraak te nemen op Storm. Ze werd opgepakt door S.H.I.E.L.D.

## In andere media

### Film
Lady Deathstrike/Yuriko Oyama werd gespeeld door Kelly Hu in de film X2: X-Men United. In deze film is ze geen cyborg maar een mutant met dezelfde genezende krachten als Wolverine. Ze is de onvrijwillige helper van William Stryker (hij houdt haar in zijn macht met een middeltje), die haar tevens een adamantium skelet en klauwen gaf. Door deze hersenspoeling door Stryker is het niet zeker of ze van nature ook slecht is. Ze wordt door Wolverine gedood wanneer hij haar volpompt met vloeibaar adamantium. In de roman van de film overleeft ze dit, maar wordt verlamd als gevolg van de adamantiuminjectie.
Lady Deathstrike heeft tevens een gastrol in de animatiefilm Hulk Vs.

### Marvel Cinematic Universe
In de derde Deadpool film Deadpool & Wolverine uit 2024 verschijnt Lady Deathstroke in de Void van het Marvel Cinematic Universe, gespeeld door Jade Lye. De versie van Lady Deathstrike is gebaseerd op de variant van Kelly Hu. Hierin werkt ze voor Cassandra Nova.

### Televisie
- Lady Deathstrike verscheen in de X-Men animatieserie die liep van 1992-1997. Hierin had ze een romantisch verleden met Wolverine. Ze verscheen voor het eerst in seizoen 3 in de aflevering "Out of the Past". Haar stem werd gedaan door Tasha Simms. Deathstrike werd ook in deze serie een cyborg om haar vader te wreken.

### Videospellen
- Lady Deathstrike is een eindbaas in X-Men Legends II: Rise of Apocalypse.

- Yuriko/Deathstrike verschijnt als vijand in X-Men: The Official Game.

- Lady Deathstrike is een bespeelbaar personage in X-Men: Next Dimension